# Parque Nacional de Saguaro

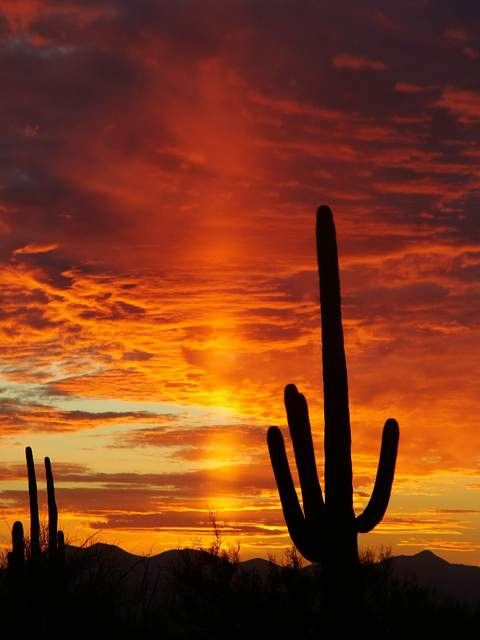

Saguaro National Park é um parque nacional localizado nos Estados Unidos. Especificamente na cidade de Tucson, sudoeste do estado do Arizona. O parque é o lar da maior espécie de cacto da América do Norte, considerada um símbolo universal do oeste americano. A espécie pode atingir 15 metros e pesar até 1 tonelada, subsistir por 150 a 200 anos.
Outros tipos de vegetação encontrados no parque são paloverdes , algarobas e ocotillos.
O parque abrange uma área de 321 km² do deserto de Sonora e é administrado pelo National Service Park. Em 1º de março de 1933, a área foi protegida pela primeira vez como Monumento Nacional por decreto do presidente Herbert Hoover (Saguaro National Monument, com 216,54 km ²). Uma nova proclamação presidencial de John Kennedy , em 15 de novembro de 1961, estendeu o monumento nacional, somando 62,16 km ² mais. A área foi redesenhado como um parque nacional em 14 de outubro de 1994.
Saguaro National Park tem dois distritos abraçando Tucson a partir do leste e oeste. Rincon Montanha Distrito está localizado a leste da cidade. Tucson Montanha Distrito está localizado a oeste.